# Reverolle
Reverolle är en ort i kommunen Hautemorges i kantonen Vaud i Schweiz. Den ligger cirka 15 kilometer väster om Lausanne. Orten har 402 invånare (2021).
Orten var före den 1 juli 2021 en egen kommun, men slogs då samman med kommunerna Apples, Bussy-Chardonney, Cottens, Pampigny och Sévery till den nya kommunen Hautemorges.